# Juin 1986

## Événements
- 1er juin
  - France : le Britannique Derek Bell, l’Allemand Hans-Joachim Stuck et l’Américain Al Holbert remportent la 54e édition des 24 heures du Mans avec l’écurie Rothmans Porsche.
  - France : le SMIC est relevé de 2,1 %. Le taux horaire passe de 26,04 francs à 26,59 francs[1].
- 7 juin : la joueuse de tennis américaine Chris Evert remporte  Roland Garros.
- 8 juin
  - Autriche : Kurt Waldheim est élu président de la République autrichienne avec 53,9 % des suffrages au second tour de l’élection présidentielle.
  - Pérou : le président Alan Garcia échappe à un attentat perpétré par la guérilla du Sentier lumineux[2].
  - France : Massoud Radjavi, dirigeant de l’Organisation des moudjahiddines du peuple iranien, est expulsé du territoire français vers l’Irak[2].
  - Tennis : le joueur de tennis tchèque Ivan Lendl remporte Roland Garros.
- 9 juin :
  - Autriche : Fred Sinowatz démissionne de son poste de Chancelier fédéral d'Autriche.
  - Seat est vendue à Volkswagen.
  - États-Unis : parution du rapport d’enquête de la Commission Rogers sur l’Accident de la navette spatiale Challenger le 28 janvier 1986.
- 12 juin :
  - état d'urgence en Afrique du Sud. Négociation entre l’African National Congress (ANC) et le régime sud-africain.
  - France : les biens de Jean-Claude Duvalier sont placés sous séquestre[2].

- 15 juin, Formule 1 : le Grand Prix automobile du Canada est remporté par le pilote automobile britannique Nigel Mansell.
- 16 juin : 
  - États-Unis : Mère Teresa est reçu à Washington par le président américain Ronald Reagan[2].
  - France : le groupe japonais Yamaha devient l’actionnaire majoritaire du constructeur de cyclomoteurs français Motobécane[2].
- 17 juin :
  - Espagne : trois policiers espagnols sont tués dans un attentat perpétré par l’ETA à Madrid[2].
  - France : la Société des chantiers du Nord et de laMéditerranée (Normed) est en cessation de paiement. 7000 ouvriers sur les trois chantiers navals de La Ciotat, La Seyne-sur-mer et Dunkerque seront licenciés[2].
- 18 juin, Italie : ouverture à Gênes du procès des pirates accusés du détournement du navire de croisière Achille Lauro.
- 19 juin France : l’humoriste et acteur français Coluche est tué dans un accident de moto près de Grasse (Alpes-Maritimes).
- 22 juin : 
  - victoire des socialistes de Felipe González aux élections générales espagnoles.
  - Formule 1 : le Grand Prix automobile de Détroit est remporté par le pilote automobile brésilien Ayrton Senna.
- 23 juin : le ministre français de la santé Michèle Barzach autorise la publicité pour les préservatifs[2].
- 25 juin :
  - Belgique : l’ancien Premier ministre belge Paul Vanden Boeynants est condamné à trois ans de prison avec sursis et à une amende dans une affaire de fraude fiscale.
  - Sida : ouverture à Paris de la deuxième conférence internationale sur le Sida.
  - football : l’Argentine bat la Belgique et l’Allemagne de l’Ouest bat la France  en demi-finale de la Coupe du monde.
- 26 juin, France : l’écrivain français Jacques Laurent est élu à l’Académie française au poste de Fernand Braudel.
- 27 juin : le conseil de l’Agence spatiale européenne adopte officiellement le projet de navette spatiale Hermès[2].
- 29 juin, football : l’Argentine bat l’Allemagne de l’Ouest finale de la Coupe du monde sur le score de 3 buts à 2.

## Naissances
- 3 juin : Rafael Nadal, joueur de tennis espagnol.
- 10 juin : Camille Lellouche, actrice, humoriste et chanteuse française.
- 11 juin :
  - Shia LaBeouf, acteur américain.
  - Hilda Tenorio, matadora mexicaine.
  - Sébastien Lecornu, homme politique français.
- 13 juin : 
  - Mary-Kate et Ashley Olsen, actrices et productrices américaines.
  - DJ Snake, DJ, compositeur, producteur et directeur artistique franco-algérien.
- 16 juin :
  - Rafael Hettsheimeir, basketteur brésilien.
  - Chems Dahmani, acteur français.
  - Rodrigo Mancha, footballeur brésilien
- 18 juin :
  - Richard Gasquet, joueur de tennis français.
  - Richard Madden, acteur britannique.
- 23 juin : Salwan Momika, militant irakien et critique de l'Islam († 29 janvier 2025).
- 24 juin : Solange Knowles, actrice américaine et sœur de Beyoncé Knowles.
- 27 juin : Drake Bell, acteur, chanteur, compositeur américain.
- 28 juin : Khaled Toubal, footballeur algérien.
- 30 juin : Victoria Crawford, catcheuse américaine de la WWE.

## Décès
- 5 juin : Henri Michel, historien français (° 28 avril 1907)
- 13 juin : Benny Goodman, saxophoniste, clarinettiste et chef d'orchestre de jazz américain (° 1909).
- 14 juin : Jorge Luis Borges, écrivain et poète argentin (° 24 août 1899).
- 16 juin : Maurice Duruflé, organiste et compositeur français (° 1902).
- 19 juin : Coluche, humoriste français (° 28 octobre 1944).
- 26 juin : Kunio Maekawa, architecte japonais (° 14 mai 1905)
- 28 juin : Gilberte Géniat, actrice française (° 17 février 1916).
- 29 juin : Jacques Hélian, chef d'orchestre français (° 7 juin 1912).
- 30 juin : 
  - László Lékai, cardinal hongrois, archevêque d'Esztergom (° 12 mars 1910).
  - Jean Raine, artiste belge (° 24 janvier 1927).